# سكور
سكور (بالإنجليزية:SCORE, Signal Communications by Orbiting Relay Equipment) ويعني اتصالات الإشارة بمعدة الترحيل المدارية كان أول قمر اصطناعي بني خصيصًا لأغراض الاتصالات. وانطلق على متن صاروخ أطلس الأمريكي في 18 ديسمبر 1958، قدم سكور ثاني اختبار لنظام ترحيل الاتصالات في الفضاء (الأول كان باستخدام بايونير 1 التابع لناسا/القوات الجوية الأمريكية)، وأول بث لصوت بشري من الفضاء، وأول استخدام ناجح لصاروخ أطلس في دور مركبة إطلاق. حصل القمر الاصطناعي على اهتمام عالمي لبثه رسالة عيد الميلاد على الموجة القصيرة من الرئيس دوايت أيزنهاور عبر مسجل شرائط على القمر الاصطناعي. سُمي الصاروخ شعبيًّا باسم أطلس المتكلم. من الناحية الاستراتيجية، وضع سكور الولايات المتحدة في مستوى الاتحاد السوفيتي التقني ومثل ردًّا مباشرًا على سبوتنك-1 وسبوتنك-2.

## الخلفية
في 1955 قدمت القوات الجوية الأمريكية اقتراحًا باستخدام صواريخها من طراز أطلس البالستية العابرة للقارات عندما كانت الحكومة تبحث الاقتراحات المقدمة لإرسال أقمار اصطناعية للمدار خلال السنة الجيوفيزيائية الدولية. رُفض هذا الاقتراح لأنه كان ليحول الموارد المخصصة لتطوير الصواريخ البالستية العابرة للقارات، وكانت هناك خشية من أن الصاروخ لن يكون جاهزًا بحلول السنة الجيوفيزيائية الدولية.
كان مشروع سكور جهدًا استمر ستة أشهر وكان أول مساعي الوكالة الجديدة المسماة وكالة مشاريع الأبحاث المتقدمة بقيادة روي جونسون، وأثبت المشروع أن مجموعة بحثية صغيرة ومرنة وعالية التركيز مع الموارد المناسبة كانت وسيلة مثالية لتحقيق التقدم العلمي والتقني اللازمين للنجاح في سباق الفضاء العالمي الناشئ.
كانت الأهداف التقنية لمشروع سكور ذات شقين. فبالإضافة إلى إظهار قدرة صاروخ أطلس على حمل الأقمار الاصطناعية، كانت الحمولة أكبر مئة مرة من الأقمار الاصطناعية الأمريكية السابقة. أثبت البرنامج إمكانية نقل رسائل عبر طبقات الجو العليا من محطة أرضية إلى محطة أو محطات أخرى. كانت نتيجة البرنامج، الذي استخدم تقنيات الإرسال في الوقت الحقيقي والإرسال بأسلوب خزن وأرسل، كانت اختراقًا علميًّا وتقنيًّا أثبت أن الأقمار الاصطناعية للاتصالات يمكنها بث الرسائل من نقطة لأخرى على الأرض.

## المركبة الفضائية
كان القمر الاصطناعي سكور التابع القوات البرية للولايات المتحدة بطول 24.3 مترًا (80 قدمًا)، واستُخدم الصاروخ أطلس الذي كان قطره 3.1 متر (10 أقدام) منصة لتجربة ترحيل الاتصالات. استخدم جسم المركبة الفضائية لتأدية وظيفة الهوائي. هدف المشروع إلى استعراض إمكانية والمشكلات المرتبطة بتشغيل نظام اتصالات قائم على قمر اصطناعي. حمل القمر الاصطناعي رسالة مسجلة على مسجل شرائط والذي استُخدم لحمل رسالة عيد الميلاد من الرئيس أيزنهاور. كانت مدة التجربة 12 يومًا، مدة الدوران المداري 20 يومًا، ومدة الدوران المداري الفعلية 34 يومًا. وعملت إشارة الرصد على تردد 108 ميجاهيترز.
صمم حزمة الاتصالات في قمر سكور المهندس كينيث ماسترمان-سميث، وهو مهندس أبحاث للاتصالات العسكرية، بالإضافة إلى عدد من الأفراد الآخرين في مختبر البحث والتطوير التابع لسلاح الإشارة بالجيش الأمريكي، والواقع في فورت ماموث، نيوچيرسي. نُفذ البرنامج بالكامل بسرية شديدة، لدرجة أن 88 شخصًا فقط كانوا على علم به. قبل تاريخ إطلاق القمر الاصطناعي، أخبر 55 من 88 أن البرنامج ألغي وأن عليهم ألا يخبروا أحدًا بوجود المشروع. تبقى 35 شخصًا فقط هم من كانوا علم بمهمة أطلس 10 بي وباقي طاقم الهندسة، متضمنًا طاقم الإطلاق، كانوا يظنون أنهم يعملون فقط على إطلاق اختباري للصاروخ. في الليلة ما قبل الإطلاق، سأل الصحفيون نائب مدير وكالة مشاريع أبحاث الدفاع، الأدميرال چون إي. كلارك، إذا كان بإمكانه نفي وجود صوت الرئيس أيزنهاور على مسجل القمر الاصطناعي فأجاب "لا". ألمحت التقارير الإخبارية هذا اليوم إلى أن الصوت قد يكون بالفعل صوت الرئيس.

## اتصالات الإشارة بمعدة الترحيل المدارية
ضمت أول تجربة لقمر اصطناعي مخصص لأغراض الاتصالات طرفيتين مكررتين للاتصالات متطابقتين محملتين في حجرات التوجيه على جانبي مركبة الإطلاق. كان هدف التجربة اختبار الإمكانية وكشف المشكلات المتعلقة باستخدام قمر اصطناعي لأغراض الاتصالات. لم تُعدل الموجة الحاملة على حزمة التجربة رقم 1. أُرسل الصوت والرسالة النصية في الوقت الحقيقي، وكذلك من مسجل الشرائط رقم 2. سُجلت مواد جديدة على مسجل الشرائط 28 مرة إلى أن استنفذت البطارية. عمل مرسل ومستقبل التجربة على ترددات 150 و132 ميجاهيرتز. كان وزن الحمولة 68 كيلوجرامًا، وحُملت في حجرات الحمولة بصاروخ أطلس. كان مجموع وزن الحزمة المدارية 3,980 كيلوجرامًا.